# Chirodropus
Chirodropus Haeckel, 1880 è un genere di cnidari famiglia Chirodropidae, caratterizzata da numerosi tentacoli che nascono da appendici alla base della campana.

## Descrizione
Ernst Haeckel ha descritto il genere, rilevando come caratteristiche principale la presenza di rigonfiamenti a grappolo sui bordi delle gonadi e i sacchetti gastrici lunghi ed affusolati, con lunghi filamenti. Le meduse Chirodropus misurano circa 10 cm di lunghezza dell'ombrella.
Come gli altri chirodropidi, le meduse Chirodropus si distinguono dagli altri cubozoi per la presenza di una base muscolare ramificata agli angoli della campana cubica (pedalium) dalla quale nascono numerosi tentacoli. Le Chirodropus possiedono sacchetti gastrici chiamati diverticula, sia a forma di "piuma d'uccello", con numerosi diverticula che nascono da un canale centrale. Una specie di Chirodropus, inizialmente chiamata specie A è stata descritta senza diverticula e spostata nell genere Chirodectes sotto il nome di C. maculatus.
Il genere Chirodropus, inoltre, non possiede nematocisti sull'esombrella.

## Distribuzione
Le meduse Chirodropus sono presenti sulle coste atlantiche dell'Africa equatoriale (C. gorilla) e nel sud Atlantico, vicino a Sant'Elena  (C. palmatus). La C. specie A. è stata invece avvistata nei pressi della Grande barriera corallina dopo un tifone.

## Specie
Due sono attualmente le specie riconosciute:
- C. gorilla Haeckel, 1880
- C. palmatus Haeckel, 1880